# Râul Racovița, Avrig
Râul Racovița este un curs de apă, afluent al râului Avrig. 